# Лімінгтон (Мен)
Лімінгтон (англ. Limington) — місто (англ. town) в США, в окрузі Йорк штату Мен. Населення — 3892 особи (2020).

## Демографія
Згідно з переписом 2010 року, у місті мешкало 3713 осіб у 1392 домогосподарствах у складі 1029 родин. Було 1615 помешкань
Расовий склад населення:
| - 96,6 % — білих - 0,5 % — азіатів - 0,4 % — корінних американців - 0,2 % — чорних або афроамериканців - 0,1 % — вихідців з тихоокеанських островів |

До двох чи більше рас належало 1,8 %. Частка іспаномовних становила 1,2 % від усіх жителів.
За віковим діапазоном населення розподілялося таким чином: 24,2 % — особи молодші 18 років, 66,7 % — особи у віці 18—64 років, 9,1 % — особи у віці 65 років та старші. Медіана віку мешканця становила 38,9 року. На 100 осіб жіночої статі у місті припадало 99,8 чоловіків;  на 100 жінок у віці від 18 років та старших — 99,5 чоловіків також старших 18 років.
Середній дохід на одне домашнє господарство  становив 67 018 доларів США (медіана — 62 682), а середній дохід на одну сім'ю — 75 588 доларів (медіана — 70 208). Медіана доходів становила 44 269 доларів для чоловіків та 35 408 доларів для жінок. За межею бідності перебувало 12,5 % осіб, у тому числі 6,6 % дітей у віці до 18 років та 26,3 % осіб у віці 65 років та старших.
Цивільне працевлаштоване населення становило 1678 осіб. Основні галузі зайнятості: освіта, охорона здоров'я та соціальна допомога — 38,8 %, роздрібна торгівля — 9,7 %, фінанси, страхування та нерухомість — 9,2 %, виробництво — 8,9 %.